# Kleinsteinlohe
Kleinsteinlohe ist ein Ortsteil der Gemeinde Tiefenbach im Oberpfälzer Landkreis Cham, Bayern.

## Geographische Lage
Die Gebäude des Weilers Kleinsteinlohe liegen am Hang des Silberberges nahe der deutsch-tschechischen Grenze.

## Geschichte
1809 drangen österreichische Ulanen von Böhmen her in die Gegend von Kleinsteinlohe und Tiefenbach ein und raubten dem Volk das Mastvieh und andere Lebensmittel. Die gesamte Bevölkerung der Dörfer und Gemeinden um Tiefenbach, Treffelstein und Waldmünchen stand gegen diese Requisitionen auf und es gelang, die österreichischen Soldaten wieder nach Böhmen zurückzutreiben. In der Wut über den erzwungenen Rückzug spalteten die Ulanen dem Dorfrichter Reisenweber von Kleinsteinlohe den Kopf.
1845, nach Aufhebung der Patrimonialgerichtsbarkeit, gehörte Kleinsteinlohe zusammen mit Breitenried zur Hofmark Tiefenbach. Kleinsteinlohe hatte 9 Häuser und 47 Einwohner.
Die Kinder von Kleinsteinlohe gingen nach Großsteinlohe zur Schule.
Zum Stichtag 23. März 1913 (Osterfest) wurde Kleinsteinlohe als Teil der Pfarrei Tiefenbach mit zwölf Häusern und 65 Einwohnern aufgeführt.
Im Zuge der Gebietsreform in Bayern wurde Kleinsteinlohe am 1. Juli 1972 in die Gemeinde Tiefenbach eingegliedert. Allerdings ergaben sich dabei verschiedene Schwierigkeiten bei Vermögensauseinandersetzungen. Infolgedessen wurde Kleinsteinlohe geteilt. Der nördliche Teil kam zu Tiefenbach und der südliche zu Treffelstein.
Am 31. Dezember 1990 hatte Kleinsteinlohe 20 Einwohner und gehörte zur Pfarrei Tiefenbach.